# 朗希尔·莫温克尔
朗希尔·莫温克尔（挪威語：Ragnhild Mowinckel，1992年9月12日—）生于默勒-鲁姆斯达尔郡莫尔德，是一名挪威女子高山滑雪运动员，主攻项目包括大曲道、超大曲道、全能和滑降，所属俱乐部是SK Rival。她的哥哥同样也是一名高山滑雪运动员。她在一岁的时候便已开始接触滑雪，当时她的哥哥正在练滑雪，她的父母也让她在很早的时候接触这项运动。